# 中國—馬爾地夫友誼大橋
中國-馬爾地夫友誼大橋又稱中馬友誼大橋，連結马尔代夫的馬累島及胡魯馬利島，以及為韋拉納國際機場提供聯外陸路通道。該橋長2.01公里，設有車輛雙車道及分離的摩托車、自行車道、人行道。2018年8月30日通車。

## 历史
中國-馬爾地夫友誼大橋的估計經費為2.1億美元，其中1.26億美元由中華人民共和國政府援助。中国港湾為本案的主承包商，曾為馬來西亞苏丹阿都哈林大桥的施工單位。